# Saweetie
Saweetie, pseudonimo di Diamonté Quiava Valentin Harper (Santa Clara, 2 luglio 1993), è una rapper e cantautrice statunitense.

## Biografia
Saweetie è nata il 2 luglio 1993 da madre cinese-filippina e padre afro-americano. È cresciuta per lo più ad Hayward, in California e ha trascorso gran parte della sua vita alla San Francisco Bay Area, nonostante abbia frequentato le scuole superiori ad Elk Grove. Ha iniziato a scrivere musica a 14 anni. Dopo il liceo ha frequentato la San Diego State University, prima di trasferirsi alla University of Southern California dove ha studiato comunicazioni e business conseguendo la laurea. Si è in seguito focalizzata sulla sua carriera da rapper.

## Carriera

### 2016-2019: Gli inizi,High MaintenanceeIcy
Saweetie ha iniziato a diffondere brevi video in cui rappava su Instagram nel 2016. In una clip si eseguiva sul beat di My Neck, My Back (Lick It) di Khia, successivamente diventata una canzone vera e propria, Icy Grl. Nell'estate 2017 è stata pubblicata ufficialmente, seguita ad ottobre dal suo video musicale. Il video, divenuto virale sul web, a dicembre 2018 aveva raggiunto 68 milioni di visualizzazioni.
Lo stesso mese ha pubblicato un freestyle rap intitolato High Maintenance, il cui video corrispondente è diventato anch'esso virale. Ad ottobre 2017 è stato reso disponibile il video musicale per la sua canzone Focus, che campiona Gilligan di DRAM.
A gennaio 2018 è stata nominata artista della settimana da Tidal e una dei nuovi artisti del mese di Pigeons & Planes. Durante il Super Bowl LII ha partecipato ad una pubblicità di Fenty Beauty di Rihanna. Nel medesimo mese ha firmato un contratto con la Warner Records in una partnership con Artistry Worldwide e con la sua casa discografica, Icy Records.
Il 16 marzo 2018 è stato pubblicato il suo EP di debutto commerciale, High Maintenance, composto da nove tracce e prodotto da CashMoneyAP, Nyrell e Zaytoven, cugino di Saweetie. Nel giugno 2018 Icy Girl è stato certificato disco d'oro grazie alle 500 000 copie distribuite in territorio statunitense. Il 29 marzo 2019 Saweetie ha pubblicato il suo secondo EP, Icy, anticipato dal singolo My Type, collocatosi al 21º posto della Billboard Hot 100.

### 2020-presente:Pretty Bitch Music
Il 17 giugno 2020 la rapper ha pubblicato Tap In come primo estratto dall'album di debutto Pretty Bitch Music; ha riscosso un notevole successo, diventando la prima entrata di Saweetie nel Regno Unito e in Australia. Il mese successivo Pretty Bitch Freestyle è stato lanciato come singolo promozionale. Il 23 ottobre 2020 pubblica il singolo Back to the Streets in collaborazione con Jhené Aiko.
Torna l'8 gennaio 2021 con il singolo Best Friend che vede la partecipazione di Doja Cat, il singolo ha raggiunto la posizione numero 14 nella Hot 100. Il 9 aprile viene pubblicato il singolo Slow Clap di Gwen Stefani, in cui la rapper partecipa. Il 16 aprile Saweetie rilascia l'EP Pretty Summer Playlist: Season 1 che anticipa l'album in studio. Ad agosto partecipa assieme a Charli XCX al brano Out Out di Joel Corry e Jax Jones, con il quale raggiunge per la prima volta la top ten britannica.
Il 28 ottobre è stata annunciata presentatrice degli MTV Europe Music Awards 2021 a Budapest, edizione nella quale ha vinto l'MTV Europe Music Award al miglior artista rivelazione.

## Vita privata
Saweetie ha frequentato l'attore Keith Powers intorno al 2014, prima di intraprendere una relazione con Justin Combs.
Dalla metà del 2018 a marzo 2021 ha frequentato il rapper Quavo. In concomitanza con la fine della loro relazione, a marzo 2021, il sito TMZ.com ha divulgato un filmato risalente al 2020 in cui viene mostrato un acceso scontro fisico tra Saweetie e Quavo all'interno di un ascensore in un complesso residenziale di North Hollywood. Mentre lei lo ha definito uno «spiacevole e sfortunato episodio», lui ha ribadito di non aver mai abusato fisicamente della ragazza.

## Filmografia
- Grown-ish – serie TV, episodi 3x09, 3x12 (2021)
- Velma - Serie animata, episodio 2x11 (2024)

## Riconoscimenti
- Grammy Awards
  - 2022 – Candidatura al Miglior artista esordiente[37]
  - 2022 – Candidatura alla Miglior canzone rap per Best Friend[37]